# Eiza González
Eiza González Reyna, conosciuta come cantante con il solo nome di Eiza (Città del Messico, 30 gennaio 1990), è un'attrice e cantante messicana.
Conosciuta in patria per il ruolo di Dolores "Lola" Valente Pescador nella telenovela Lola, érase una vez, pubblica successivamente due album da solista continuando la carriera d'attrice con Sueña conmigo, Amores verdaderos e altre serie televisive. A partire dal 2014 recita in produzioni statunitensi e dal 2024 interpreta il personaggio di Auggie Salazar nella serie televisiva Netflix Il problema dei 3 corpi.

## Biografia

### Primi anni
Eiza González nasce il 30 gennaio 1990 a Città del Messico. ed è figlia della modella messicana Glenda Reyna e di Carlos González, che morì in un incidente stradale quando Eiza aveva 12 anni; ha un fratello di nome Yalen. Compie gli studi della scuola primaria a Città del Messico negli istituti privati bi-lingue Edron Academy e American School Foundation. Inoltre, all'età di otto inizia a frequentare il suo primo corso di canto e ballo della durata di quattro anni con il cantante argentino Noel Schajris.
Dal 2011 al 2013 è stata fidanzata con l'imprenditore Pepe Diaz, mentre dal 2014 al 2016 è stata la compagna del collega D. J. Cotrona, conosciuto sul set de Dal tramonto all'alba - La serie. Nel luglio del 2018 si conclude la relazione tra la González e Josh Duhamel, dopo cinque mesi. Nel mese di giugno del 2020, spopolano sul web foto di lei insieme all'attore Timothée Chalamet.

### Gli inizi e il successo conLola, érase una vez
Appassionata fin da piccola alla recitazione, la madre iscrive Eiza ad un corso tenuto dall'attrice messicana Patricia Reyes Spíndola che si svolge tra il 2003 e il 2004 negli M&M Studio. Nello stesso anno, viene accettata nella scuola della compagnia messicana Televisa, Centro de Educación Artística, completando due anni sui tre previsti. In questo periodo, viene notata dal produttore televisivo Pedro Damian che offre ad Eiza l'opportunità di realizzare un provino, dove si presentarono molte candidate, che le permette di essere scelta per il ruolo di Dolores "Lola" Valente Pescador nella telenovela Lola, érase una vez. La serie viene registrata tra il 2006 e il 2007 e nel dicembre del primo anno viene presentato il cast alla presenza degli attori principali. Nel febbraio, Eiza subisce un incidente al piede sinistro durante le riprese, ma senza conseguenze gravi. Dalla serie esce l'album omonimo al titolo dello sceneggiato, dove Eiza interpreta tutte le canzoni. Vengono estratti due singoli: Si Me Besas nel maggio del 2008 e Masoquismo nel giugno; entrambi entrano in una delle classifiche Billboard. Per Lola, Eiza riceve il premio "Attrice femminile rivelazione" ai Premios TVyNovelas e una candidatura ai Premios Oye. Per l'album, riceve un premio al Premio Lo Nuestro oltre ad essere certificato disco d'oro e platino in Messico. Inoltre, partecipa alle tappe del tour della serie in Messico, Stati Uniti, luogo dove è stata esportata la telenovela. Tra il settembre e l'ottobre recita nella telenovela Amor sin maquillaje per alcune puntate con lo stesso personaggio della sua precedente produzione.
Nell'ottobre del 2007 viene invitata dal compositore spagnolo Nacho Cano a realizzare una partecipazione speciale nel musical Hoy no me puedo levantar dove interpreta una canzone insieme al cast dell'opera. Nel dicembre si concludono le registrazioni di Lola e l'attrice registra i brani Get Munk'd per la versione spagnola del film Alvin Superstar e Campanas a mi corazón (con il nome di Lola) contenuto nella compilation Navidad Con Amigos. Nell'aprile del 2008 ottiene una partecipazione speciale nella telenovela Una familia de tantas come Gaby Chávez Salinas e collabora con il gruppo musicale RBD e Kudai per la canzone Estar bien, inserita nel quinto album dei RBD. Nella primavera del 2008 si trasferisce a New York, insieme alla madre, per frequentare un corso di tre mesi al Lee Strasberg Theatre and Film Institute.

### 2009-2012: la carriera come solista,Sueña conmigoeAmores verdaderos
Ritorna in Messico verso la fine dello stesso anno e nel 2009 le viene offerto il personaggio di Gabriela Ortega nell'episodio "Tere Desconfiada" della serie televisiva Mujeres asesinas. Nello stesso anno firma un contratto con EMI Music con cui registra il suo primo disco da solista, Contracorriente che viene pubblicato il 17 novembre 2009 in Messico e il 26 gennaio successivo negli Stati Uniti. L'unico singolo estratto è Mi destino soy yo, pubblicato il 25 agosto 2009.
Nel febbraio del 2010 Eiza conduce il backstage dei Premios Lo Nuestro e nell'aprile viaggia a Buenos Aires dove registra la telenovela Sueña conmigo. Eiza impersona il duplice ruolo di Clara Molina e Roxy Pop. Inoltre, registra alcune canzoni per le due compilation del programma. Ritorna in patria nel febbraio dell'anno successivo a registrazioni concluse. Successivamente, partecipa ai provini per diventare una delle due protagoniste della serie Miss XV - MAPS e fu presa in considerazione dai produttore della serie, ma sentivano che la González era troppo anziana, così decide di rinunciare. Nel 2011 realizza un tour tratto dalla telenovela argentina al Teatro Gran Rex di Buenos Aires e in altri teatri argentini. Grazie alla parte di Clara, ottiene il premio Attrice protagonista ai Kids' Choice Awards Argentina e alcune candidature nella stessa manifestazione, ai Meus Prêmios Nick e ai Kids' Choice Awards México.
Nel giugno del 2011 annuncia che non parteciperà ad alcun progetto televisivo per dedicarsi alla produzione del suo secondo album da solista. All'inizio del 2012 fa il suo debutto cinematografico con il lungometraggio Casi Treinta dove partecipa come Cristina, una ragazza diciottenne innamorata di Emilio. Nel giugno viene pubblicato il disco Te Acordarás De Mí che viene preceduto dal singolo omonimo al CD, messo in commercio nell'aprile dello stesso anno. Inoltre, nel luglio del 2012 iniziano le riprese della telenovela messicana Amores verdaderos, in cui l'attrice partecipa con il ruolo di Nicole Brizz Balvanera. Per questo ruolo, riceve una nomination e un premio ai Premios Juventud e due candidature ai Premios People en Español.
Nello stesso anno, il produttore messicano contatta l'attrice per un ruolo nell'adattamento messicano della serie Gossip Girl, intitolato Gossip Girl: Acapulco, ma a causa delle registrazioni di Amores verdaderos deve rinunciare. Inoltre viene anche scelta per essere la protagonista del musical I Love Romeo y Julieta, dove interpreta la parte principale femminile per il quale vince due premi Agrupación de Periodistas Teatrales.

### 2013-presente: il trasferimento a Los Angeles e i ruoli televisivi
Nell'agosto del 2013 si trasferisce a Los Angeles per continuare la sua carriera. Nel settembre del 2013 viene annunciato che la González parteciperà al film del regista Adrian Cervantes, All Hail the Squash Blossom Queen, con il ruolo di Brittany, le cui riprese dovevano iniziare nell'aprile del 2014, ma nel settembre del 2015 il ruolo è stato dato ad un'altra attrice.
Nel novembre viene inserita nel cast della serie statunitense Dal tramonto all'alba - La serie dove è Santanico Pandemonium. È il primo ruolo dell'attrice in inglese. Il 12 agosto 2014 conduce la serata degli MTV Millennial Awards al Pepsi Center. Nello stesso anno viene confermata per la seconda stagione di From Dusk till Dawn: The Series e l'anno successivo per la terza. La partecipazione a questa serie TV viene considerata un'opportunità favorevole per l'attrice verso il cinema statunitense.
Recita nel film Jem e le Holograms nel 2015 come Jetta e a metà dicembre dello stesso anno viene confermata come membro della commedia d'azione Baby Driver - Il genio della fuga, uscito nel 2017, dove interpreta Darling. 
Nell'aprile del 2018 iniziano le riprese del lungometraggio Alita - Angelo della battaglia, in cui l'attrice impersona Nyssiana, mentre nel giugno si aggiunge al cast della pellicola Benvenuti a Marwen nel ruolo di Caralala. L'anno successivo recita nel film Fast & Furious - Hobbs & Shaw per la regia di David Leitch come Madam M.
Nel 2020 interpreta il personaggio di Janet Weiss in una produzione del musical cult The Rocky Horror Show. Dal 2024 è tra i protagonisti della serie fantascientifica di Netflix Il problema dei 3 corpi, basata sul romanzo Il problema dei tre corpi di Liu Cixin, in cui interpreta il ruolo di Auggie Salazar, membro degli "Oxford Five" e una ricercatrice nel campo della nanotecnologia.

## Filmografia

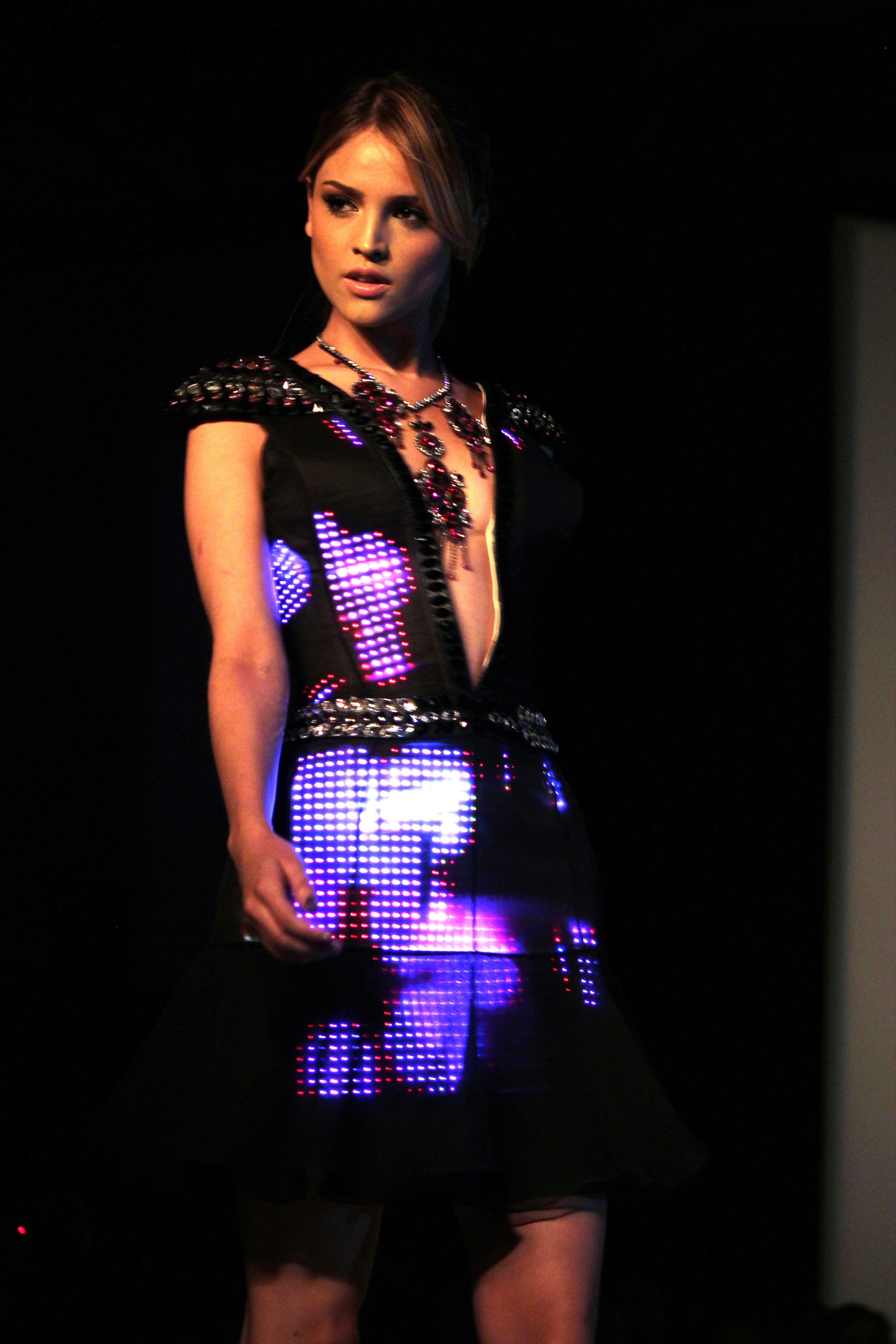
Eiza González durante la passerella in CuteCircuit, 2013

### Attrice

#### Cinema
- Casi treinta, regia di Alejandro Sugich (2012)
- Jem e le Holograms (Jem & the Holograms), regia di Jon M. Chu (2015)
- Baby Driver - Il genio della fuga (Baby Driver), regia di Edgar Wright (2017)
- Benvenuti a Marwen (Welcome to Marwen), regia di Robert Zemeckis (2018)
- Paradise Hills, regia di Alice Waddington (2019)
- Alita - Angelo della battaglia (Alita: Battle Angel), regia di Robert Rodriguez (2019)
- She's Missing, regia di Alexandra McGuinness (2019)
- Fast & Furious - Hobbs & Shaw (Fast & Furious Presents: Hobbs & Shaw), regia di David Leitch (2019)
- Bloodshot, regia di Dave Wilson (2020)
- Acque buie (Cut Throat City), regia di RZA (2020)
- I Care a Lot, regia di J Blakeson (2020)
- Godzilla vs. Kong, regia di Adam Wingard (2021)
- Love Spread, regia di Jamie Adams (2021)
- Ambulance, regia di Michael Bay (2022)
- Il ministero della guerra sporca (The Ministry of Ungentlemanly Warfare), regia di Guy Ritchie (2024)
- Ash - Cenere mortale (Ash), regia di Flying Lotus (2025)
- Fountain of Youth - L'eterna giovinezza (Fountain of Youth), regia di Guy Ritchie (2025)

#### Televisione
- Amor sin maquillaje – serial TV, 1 episodio (2007)
- Lola, érase una vez – serial TV, 224 episodi (2007-2008)
- Plaza Sésamo - serie TV, episodio 11x45 (2008)
- Una familia de tantas – serial TV (2008-2009)
- Mujeres asesinas – serie TV, episodio 2x12 (2009)
- Verano de amor – serial TV, 1 episodio (2009)
- Sueña conmigo – serial TV, 150 episodi (2010-2011)
- Amores verdaderos – serial TV, 181 episodi (2012-2013)
- Dal tramonto all'alba - La serie (From Dusk till Dawn: The Series) – serie TV, 30 episodi (2014-2016)
- Extrapolations, regia di Scott Z. Burns, Nicole Holofcener, Gregory Jacobs, Ellen Kuras, Richie Mehta e Michael Morris - miniserie TV, puntata 7 (2023)
- Mr. & Mrs. Smith – serie TV, episodio 1x01 (2024)
- Il problema dei 3 corpi (3 Body Problem) – serie TV, 8 episodi (2024)
- Máquina - Il pugile (La Máquina), regia di Gabriel Ripstein - miniserie TV, 6 puntate (2024)

### Doppiatrice
- Ortone e il mondo dei Chi (Horton Hears a Who!), diretto da Jimmy Hayward, Steve Martino (2008)
- I Croods (The Croods), diretto da Kirk DeMicco, Chris Sanders (2013)
- Spirit - Il ribelle (Spirit Untamed), regia di Elaine Bogan (2021)

### Videoclip
- Romeo Santos Propuesta indecente, regia di Joaquín Cambre (2013)
- Justin Timberlake Supplies, regia di Dave Meyers (2018)

## Teatro
- Hoy no me puedo levantar, regia di Alejandro Gou (2008)
- Sueña conmigo en concierto, regia di Eduardo Gongell (2011)
- I Love Romeo y Julieta, regia di Manolo Caro (2012)
- The Rocky Horror Show (2020)

## Discografia

### Album in studio
- 2009 - Contracorriente (EMI Televisa Music)
- 2012 - Te acordarás de mí (EMI Music Mexico/Capitol Latin)

### EP
- 2012 - Te acordarás de mí (Remixes) - EP (Emi Music México)

### Singoli
- 2007 - Si me besas (EMI Music)
- 2008 - Masoquismo (EMI Music)
- 2009 - Mi destino soy yo (EMI Televisa Music)
- 2012 - Te acordarás de mí (EMI Music Mexico/Capitol Latin)
- 2012 - Invisible (EMI Music Mexico/Capitol Latin)

### Partecipazioni
- 2007 - AA.VV. Lola: Érase una vez (EMI Music)
- 2010 - AA.VV. Sueña conmigo: la canción de tu vida (EMI Televisa Music)
- 2011 - AA.VV. Sueña conmigo 2 (EMI Televisa Music)

## Videografia

### Videoclip
- These Kids Wear Crowns Feat. Eiza González I Wanna Dance with Somebody, regia di Colin Minihan (2011)

## Riconoscimenti
- Agrupación de Periodistas Teatrales
  - 2013 – Miglior attrice rivelazione in musical per I Love Romeo y Julieta[39].
  - 2013 – Esperimento musicale per I Love Romeo y Julieta[39].
- Astra TV Awards
  - 2024 – Candidatura alla migliore attrice non protagonista in una serie drammatica in streaming[52]
- Celebrity E!
  - 2012 – Candidatura alla celebrità dell'anno per Amores verdaderos[53]
- Kids' Choice Awards Argentina
  - 2011 – Rivelazione televisiva per Sueña conmigo[31][54]
  - 2011 – Candidatura alla miglior attrice per Sueña conmigo[31][54]
- Kids' Choice Awards México
  - 2011 – Candidatura al personaggio preferito di una serie per Sueña conmigo[55][56]
  - 2013 – Solista latino preferito[57]
  - 2013 – Doppiaggio preferito in un film per Epp in I Croods[57]
  - 2014 – Candidatura alla fashionista preferita[58][59]
  - 2014 – Candidatura al selfie preferito[58][59]
  - 2014 – Preselezione per il club di fans preferito[59][60]
- Latin Music Italian Awards
  - 2012 – Candidatura al miglior album latino dell'anno per Te acordarás de mi
  - 2012 – Candidatura all'artista Saga
  - 2012 – Candidatura al miglior video latino dell'anno per Te Acordarás de Mi
  - 2014 – Candidatura al miglior look[61][62].
  - 2015 – Miglior latino #InstaVip[63].
  - 2015 – Candidatura al miglior look[64].
- Meus Prêmios Nick
  - 2011 – Candidatura alla miglior attrice per Sueña conmigo[65][66]
  - 2011 – Candidatura alla pettinatura pazza per Sueña conmigo[65][66]
- MTV Millennial Awards
  - 2013 – Candidatura alla bizcocho dell'anno[67][68]
  - 2014 – Millennial + sexy[69]
- Premios Juventud
  - 2013 – Miglior sigla in telenovela per Amores verdaderos (insieme a Marconi)[34]
  - 2013 – Candidatura alla ragazza del mio sogno per Amores verdaderos[35]
- Premio Lo Nuestro
  - 2009 – Solista o gruppo rivelazione dell'anno per Lola: Érase una vez[70].
- Premios Oye!
  - 2007 – Candidatura all'artista rivelazione per Lola: Érase una vez[18][71].
- Premios People en Español
  - 2013 – Candidatura alla miglior attrice per Amores verdaderos[36][37]
  - 2013 – Candidatura alla miglior coppia per Amores verdaderos (insieme a Sebastián Rulli)[36][37]
- Premios TV y Novelas
  - 2008 – Attrice rivelazione femminile per Lola, érase una vez[17]

## Doppiatrici italiane
Nelle versioni in italiano delle opere in cui ha recitato, Eiza González è doppiata da:
- Gemma Donati in Baby Driver - Il genio della fuga[72], Fast & Furious - Hobbs & Shaw, Bloodshot, Il problema dei 3 corpi
- Erica Necci in Paradise Hills, Godzilla vs. Kong, Fountain of Youth - L'eterna giovinezza
- Martina Felli in Ambulance, Il ministero della guerra sporca
- Monica Bertolotti in Sueña conmigo[73]
- Maura Ragazzoni in Dal tramonto all'alba - La serie[74]
- Virginia Brunetti in Jem e le Holograms[75]
- Benedetta Degli Innocenti in Benvenuti a Marwen
- Rossa Caputo in Alita - Angelo della battaglia
- Giulia Catania in I Care a Lot

Da doppiatrice è sostituita da:
- Ilaria Latini in Spirit - Il ribelle (dialoghi)
- Rossella Ruini in Spirit - Il ribelle (canto)